# Arženjak Veli
Arženjak Veli je nenaseljeni otočić u otočju Lastovci, istočno od Lastova. Otok je od Lastova udaljen oko 4,15 km, a najbliži otok mu je Arženjak Mali, oko 85 m prema istoku.
Površina otoka je 40.165 m2, duljina obalne crte 821 m, a visina 25 metara.